# 리마오성
리마오성(중국어: 李茂盛, 병음: Lî Màoshèng, 한자음: 이무성, 1952년 1월 2일~)은 대만의 산부인과 의사이다. 의학 박사로, 윈린현 커우후향 출신이다.